# Базилика святого Евтропия (Сент)
Базилика Святого Евтропия (фр. Basilique Saint-Eutrope de Saintes) — один из главных католических храмов города Сент французского департамента Приморская Шаранта, входящий в епархию Ла-Рошели и Сента.

## История

### Ранние века. Культ Св. Евтропия
Святой Евтропий Сентский почитается как первый епископ Сента и главный евангелизатор региона. Согласно одной версии, он был миссионером из Греции, направленным папой Климентом I в I веке. По другой гипотезе, он был современником императора Деция в середине III века. Христианская традиция утверждает, что Евтропий принял мученическую смерть за обращение в христианство дочери местного правителя — святой Эстель. Его останки, по свидетельству Григория Турского, были обнаружены монахами неподалёку от амфитеатра Сента, опознаны по характерной ране на черепе и перенесены епископом Паллаем в ныне утраченную церковь Святого Стефана. Первая базилика над его могилой, вероятно, была построена в VI веке. Она была повреждена во время норманнских набегов в IX веке и частично восстановлена.

### Основание современной церкви
В 1081 году герцог Аквитании и граф Пуатье Гильом VIII передал храм аббатству Клюни. Новый двухэтажный храм был построен под руководством некоего архитектора Бенуа.
20 апреля 1096 года верхняя церковь была освящена папой Урбаном II, нижняя — епископом Сента Рамнульфом де Фуко. 14 октября того же года состоялось торжественное перенесение мощей святого Евтропия и святого Леонция в новый храм. При нём был основан приорат, насчитывавший до двадцати монахов, занимавшихся богослужениями и приёмом паломников.
С XII века церковь стала важной остановкой на Via Turonensis — западном маршруте паломничества в Сантьяго-де-Компостела. Её посещали высокопоставленные лица, включая графа Альфонса де Пуатье, а также короля Людовика XI, профинансировавшего строительство готической колокольни со шпилем, пристройку осевой капеллы и укрепление нижнего храма.

### Религиозные войны. Череп Св. Евтропия
Во время религиозных войн тело Св. Евтропия было извлечено и сожжено, за исключением черепа, спасённого монахом Франсуа Ноэлем и перевезённого в собор Святого Андрея в Бордо. В 1602 году, по ходатайству монаха Пьера де Ла Пляса, архиепископ Бордо Франсуа д’Эскубло де Сурди разрешил вернуть реликвию. 19 апреля 1602 года она была торжественно доставлена в Сент.

### Революция. Реконструкция
В 1789 году умер последний монах. В 1793 году архивы приората были конфискованы и сожжены, за исключением некоторых документов, спасённых муниципальным служащим, неким Лакостом.
Уже в 1792 году обследование здания выявило трещины в сводах и опорах. В 1802 году префект Фердинанд Гийемарде распорядился снести неф из-за угрозы обрушения. Работы начались 8 января 1803 года, после чего временный фасад был установлен на месте обрезанного нефа. В 1831 году архитектор Прево построил неороманский фасад, восстановил купол и часть южного трансепта.

### Реставрация. Статус базилики
В 1843 году при реставрации нижней церкви был найден монолитный катафалк с надписью «EVTROPIVS», датируемый VI веком. В 1844 году архитектор Клерже провёл срочный ремонт колокольни. 11 мая 1886 года папа Лев XIII присвоил храму статус малой базилики.
В ночь с 11 на 12 августа 1983 года произошёл пожар, уничтоживший хоры и повредивший верхнюю церковь и колокольню. В ходе восстановительных работ укрепили конструкции, восстановили своды, заменили мебель, отреставрировали трибуну XIX века. 24 мая 1986 года епископ Ла-Рошели и Сента Жак Давид освятил новый алтарь, в который был помещён реликварий с черепом святого Евтропия.

### Современность
В 1999 году базилика Святого Евтропия была включена в список Всемирного наследия ЮНЕСКО как часть маршрутов в Сантьяго-де-Компостела.
Во время реставрации 2021-2022 годов на северном фасаде заменили повреждённые или пустые модульоны на новые, стилизованные под романскую скульптуру и включающие сюжеты, отсылающие к пандемии COVID-19.

## Архитектура

### Нижняя церковь (крипта)
Нижняя церковь, или крипта, является наиболее древней частью базилики. Её строительство началось в 1081 году первым строительным артелью, работавшей над храмом. План сооружения включает два трансепта с восточными абсидами, трёхнефное пространство из четырёх прямоугольных пролётов, перекрытых в центральной части пониженным крестовым сводом на массивных торах, а также апсиду с деамбулаторием и тремя радиальными капеллами с конховыми сводами. Освещение обеспечивают окна в форме полуциркульных арок.
Четыре пары массивных опор — с круглыми или крестообразными основаниями — отделяют главный неф от боковых. Капители, украшенные растительными мотивами и античного типа орнаментами, относятся к числу значимых скульптурных ансамблей крипты. На входе расположен широкий фриз с грубоватыми цветочными орнаментами, характерными для меровингской скульптуры, вероятно, являющийся элементом повторного использования от более ранней базилики VI века, построенной епископом Палладием.
Размеры крипты делают её одной из крупнейших романских крипт Европы: длина — 35 м, высота под сводом — 5 м. Ранее существовала прямая связь с верхней церковью через общий неф, прерванная после уничтожения последней в 1803 году. В начале XX века проведена масштабная реставрация. В центре крипты находится монолитный кенотаф святого Евтропия.

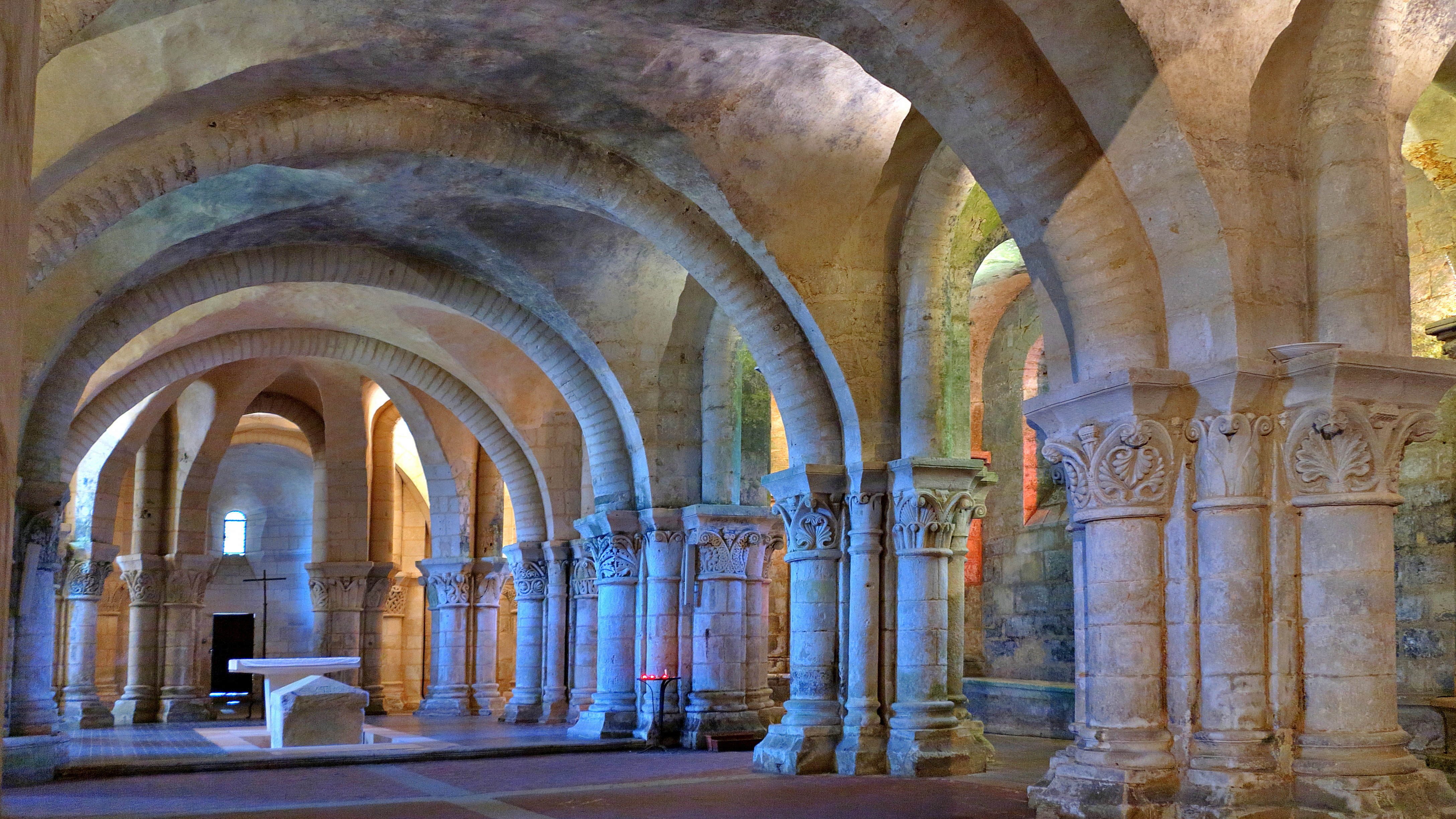
Общий вид

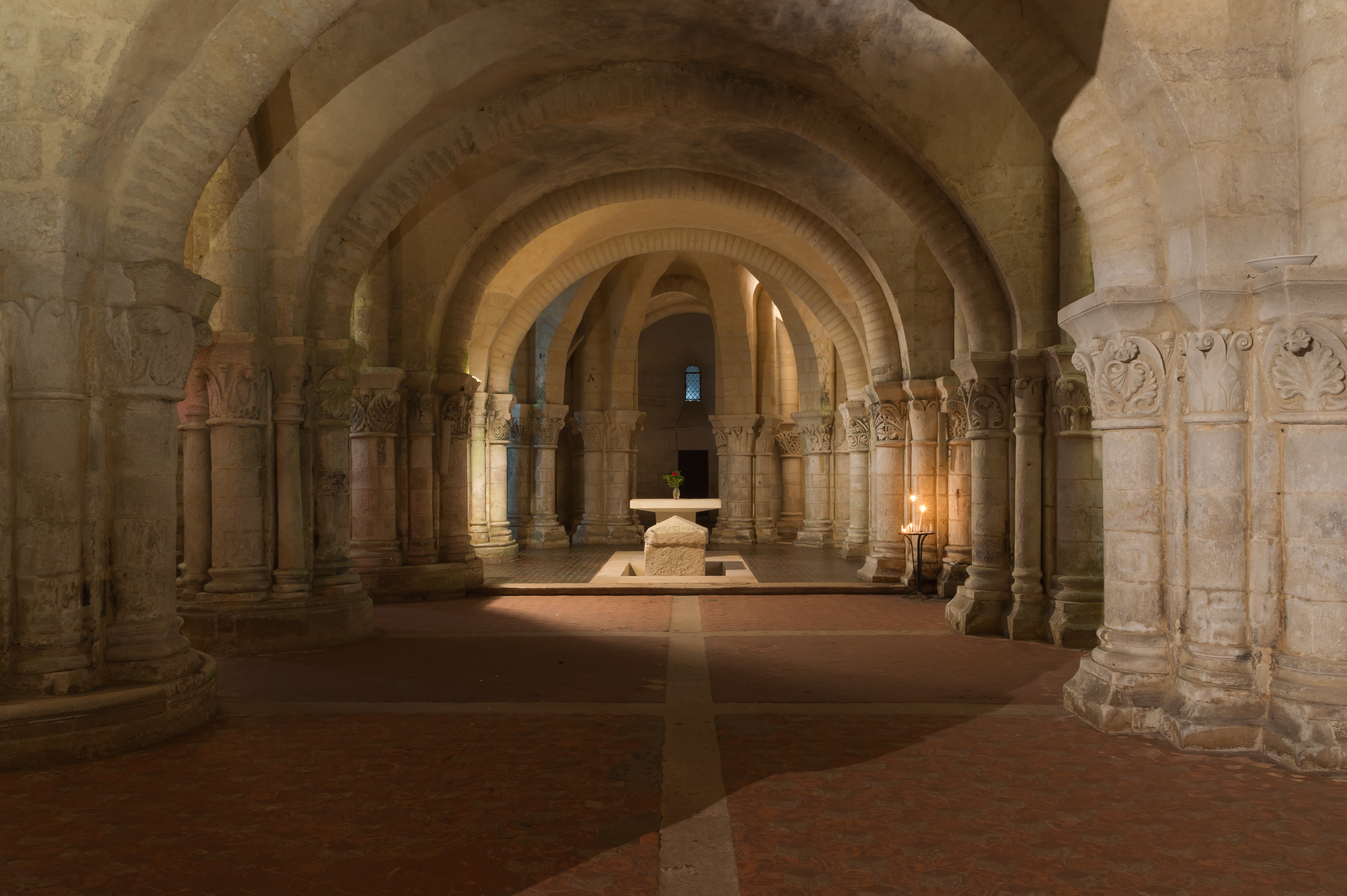
Хор и кенотаф святого Евтропия

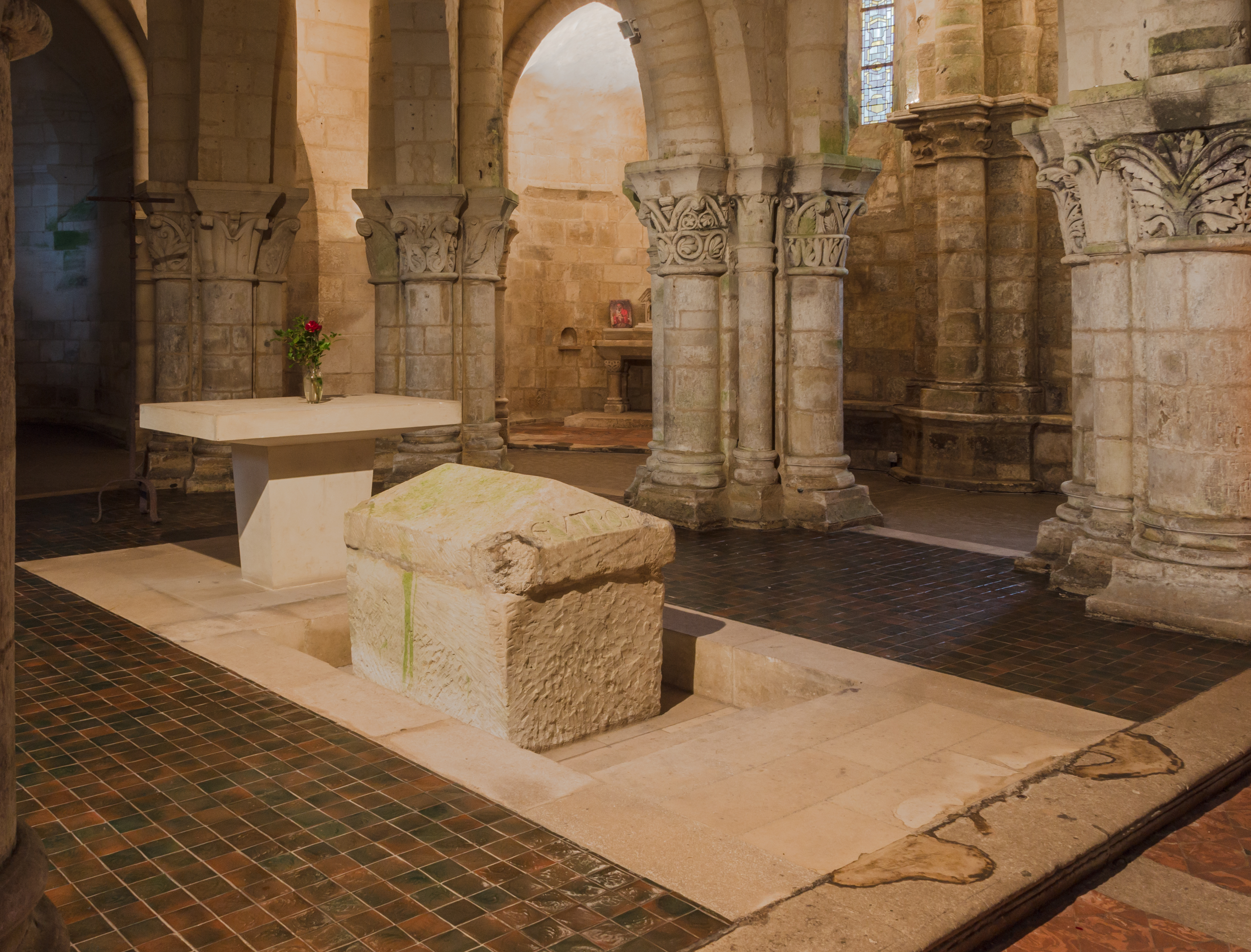

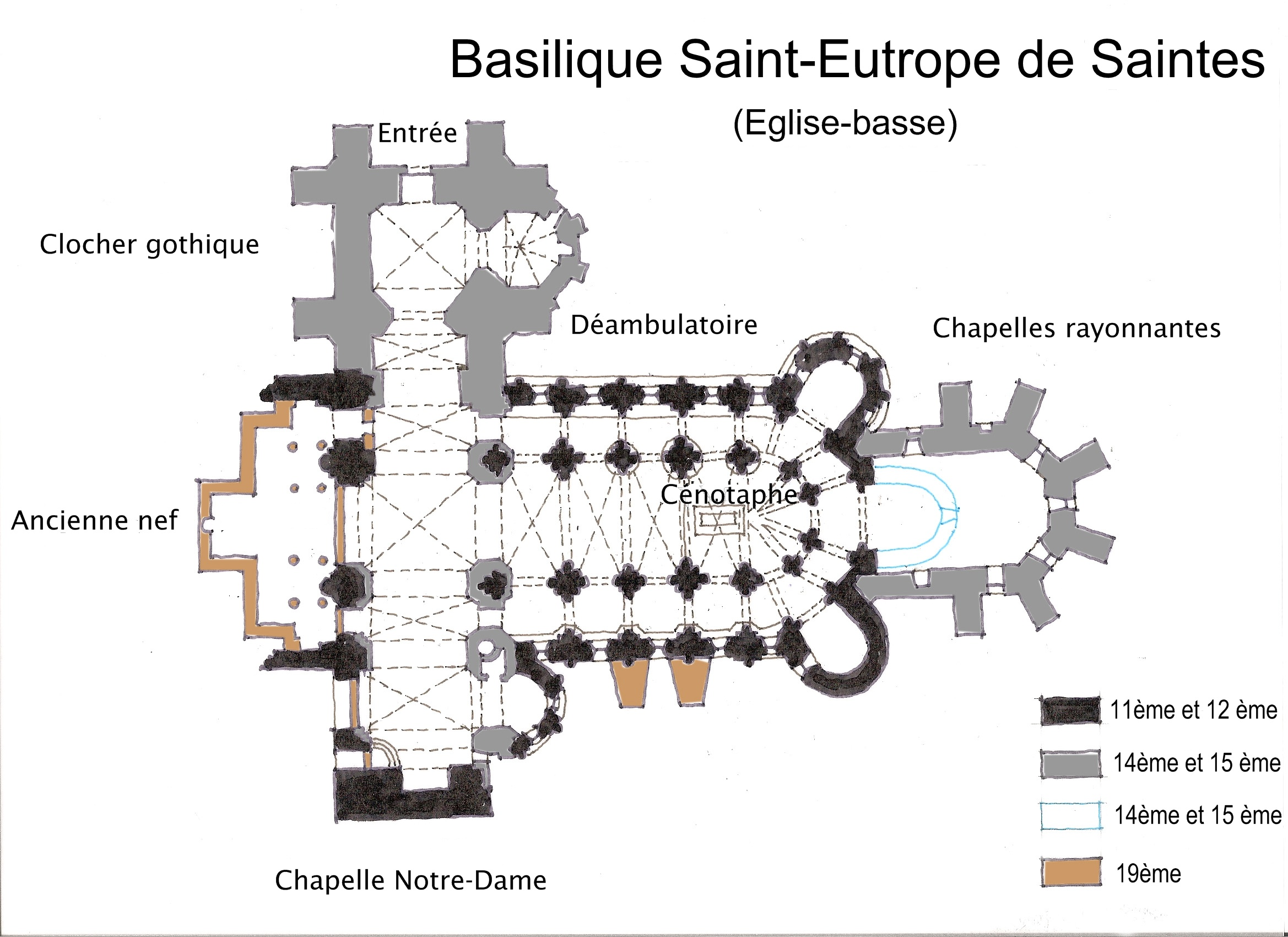
Общий план

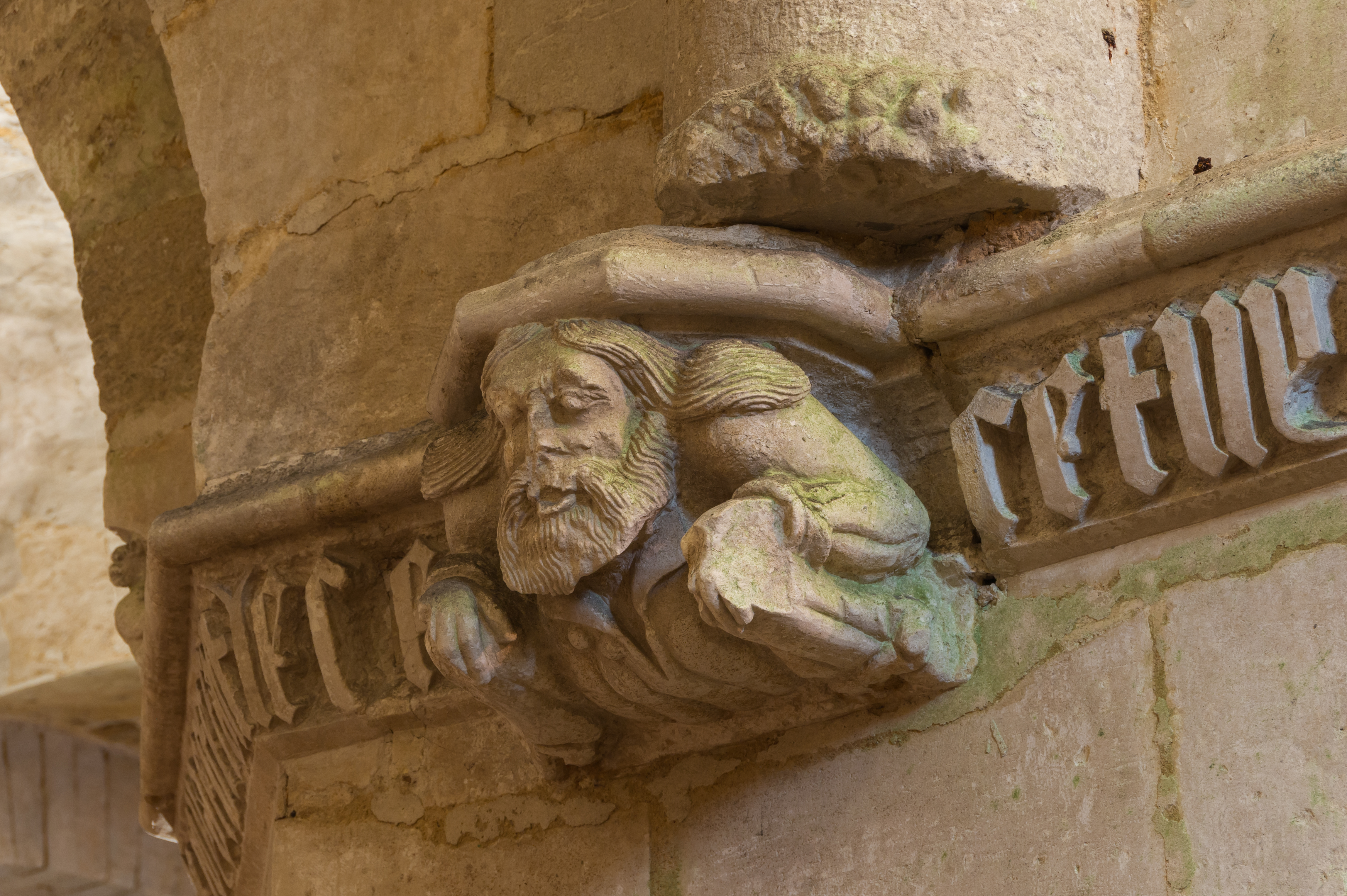

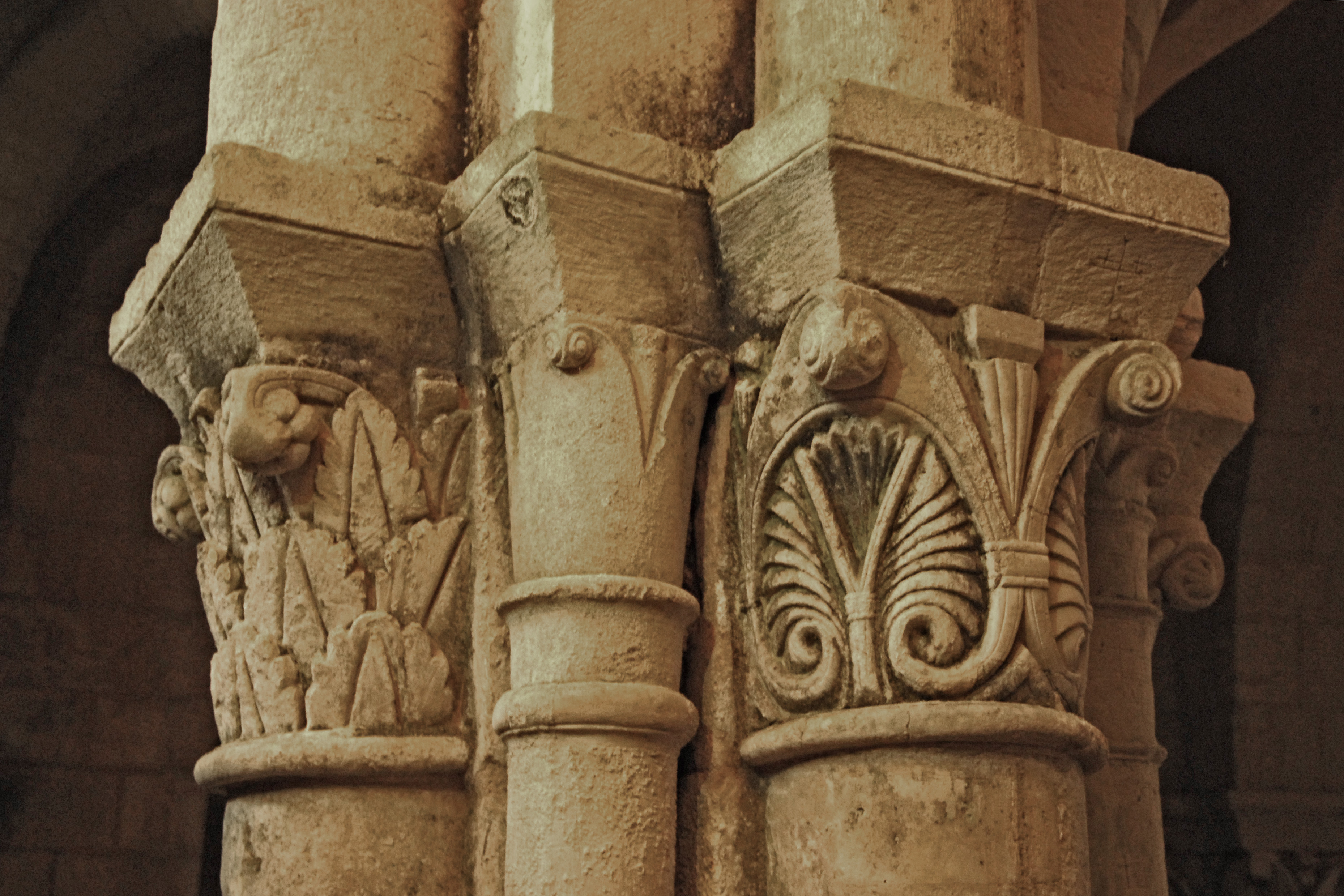

### Верхняя церковь

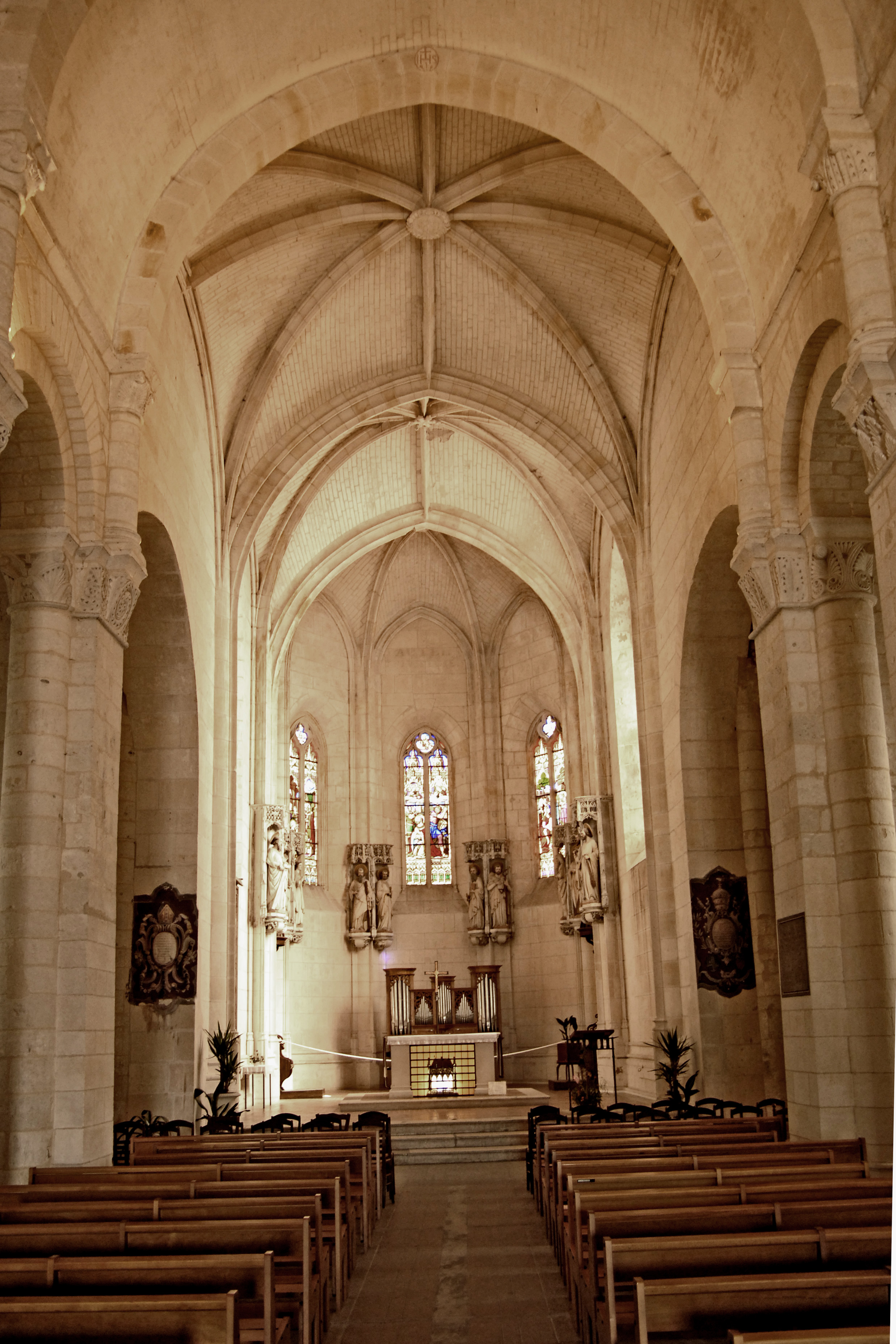
Хор

Ныне верхняя церковь состоит из двух трансептов и глубокой апсиды, выполняющей роль нефа. Апсида включает четыре пролёта с полубарочным цилиндрическим сводом, боковые нефы с полуцилиндрическими сводами и осевую капеллу, ныне используемую как литургический хор. Она имеет один пролёт и пятигранный обход, перекрытый нервюрным сводом. По бокам капеллы расположены две романские боковые часовни. Центральный неф возвышен с помощью полуколонн на консольных опорах.
Общая длина здания — 42 м, высота под сводом — 10 м, а под куполом пересечения — 14 м. Среди наиболее ценных элементов выделяются капители работы второго скульптурного ателье начала XII века. Особенно известен капитель с «взвешиванием душ», где чаша весов склоняется в пользу ангела, а демон изображён в разочаровании. Другие капители включают «Даниила во рву львином» с детализированными складками одежды, сцены с экзотическими животными, аллегории борьбы добродетелей и пороков, образы сирен и фантастических зверей, а также геометрические и растительные орнаменты.
На фасадах боковых нефов и хоровых капелл встречаются три уровня декоративных элементов: два яруса аркад, разделённых глухой стеной, и ряды романских окон с окулюсами в верхней части. Нижний уровень более сдержан, но повторяет аналогичный композиционный принцип: небольшие окна крипты также выполнены в форме полуциркульных арок.

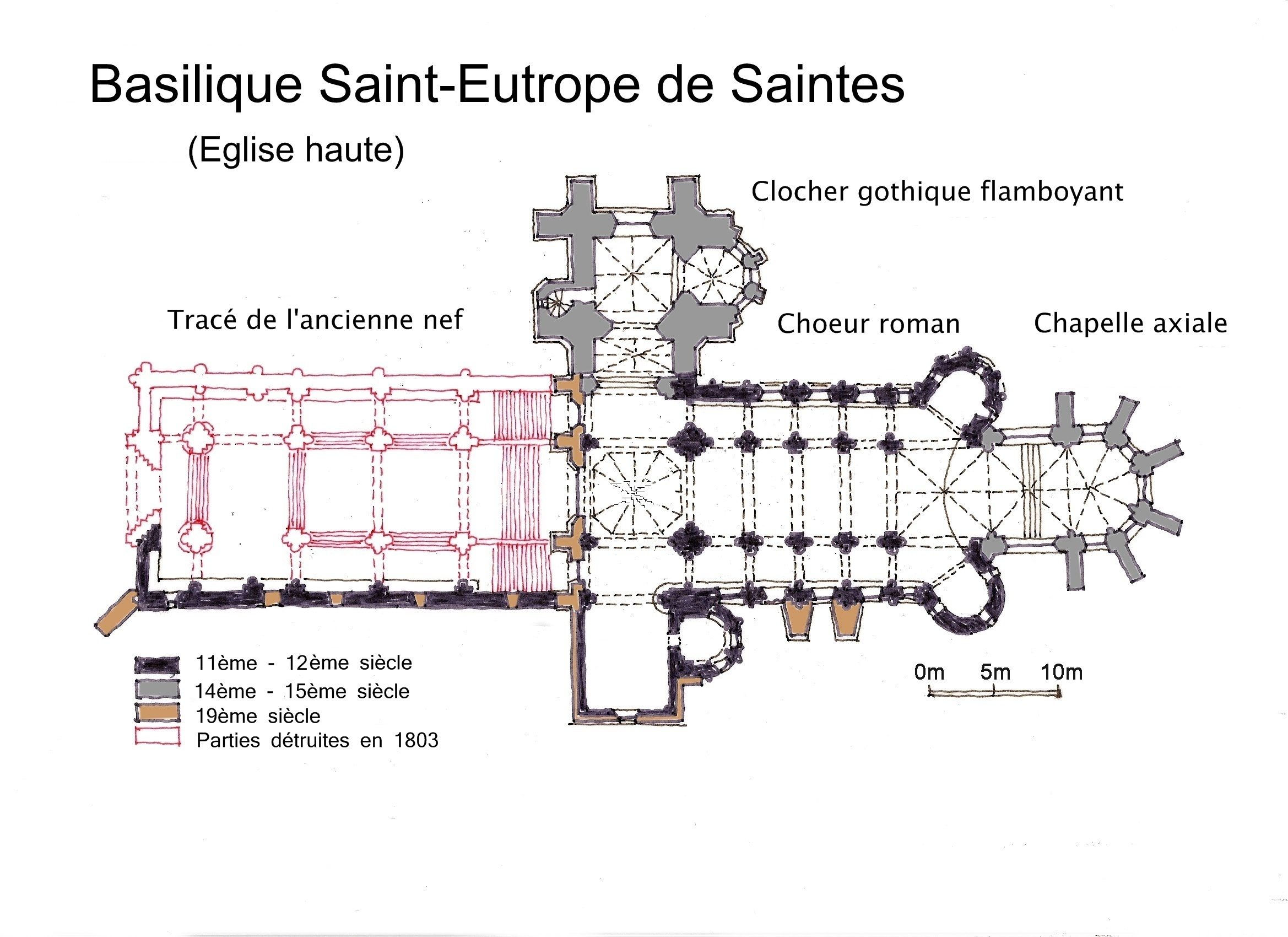
Общий план Верхней церкви

Витражи в основном относятся к концу XIX — началу XX века. В боковых нефах — работы мастерской Dagrant (Бордо), с изображениями местных святых; в центральной апсиде — сцены мученичества святого Евтропия, выполненные в мастерской Gesta (Тулуза). Витражи северной абсиды датируются XX веком и изготовлены в мастерской Léglise (Париж).

### Утраченный неф
До сноса в 1803 году неф базилики имел длину 75 м (против нынешних 42 м) и ширину 15,6 м. Он представлял собой трёхнефное пространство из четырёх широких пролётов, с центральным нефом под цилиндрическим сводом и боковыми нефами под полуцилиндрическими сводами. Особенностью была заниженная отметка пола, соединённая системой лестниц, позволявших паломникам переходить между верхней и нижней церковью.

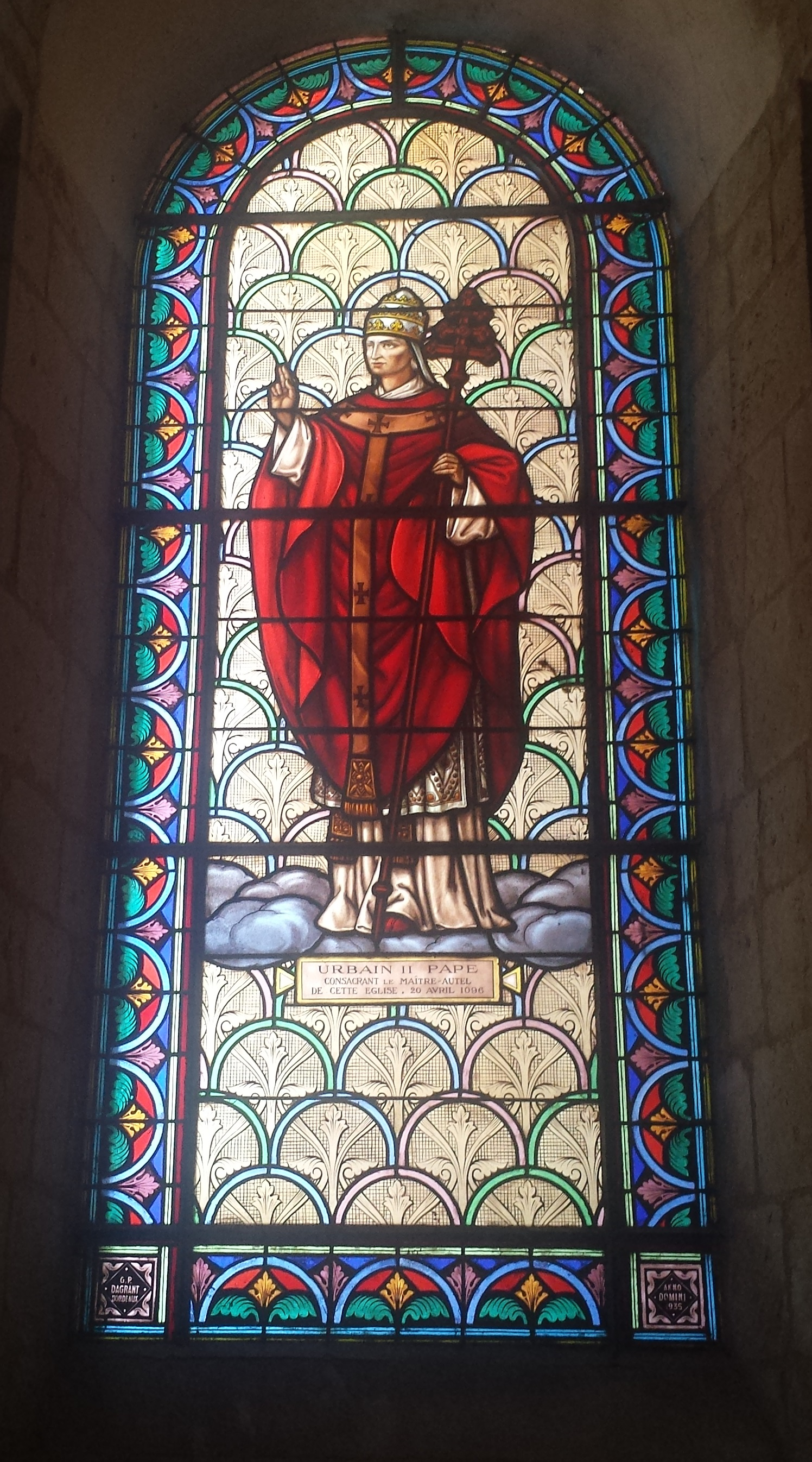
Папа Урбан II

Доступ с паперти осуществлялся по лестнице к площадке, находившейся на уровне боковых нефов. Оттуда ступени в форме подковы вели на наклонную платформу, переходившую в спуск под трансептом, напрямую ведущий в крипту и к могиле святого. Параллельно, по боковым нефам, располагались лестницы к верхней церкви.
Сегодня от этой части сохранился лишь участок стены с полуциркульным окном, колонками и грубой капителью. По описаниям аббата Бриана (начало XIX века) и планам Клода Масса (XVIII век), фасад в романском стиле состоял из трёх ярусов: портал с двумя слепыми арками внизу, статуя всадника в средней части и фронтон с двумя башенками-лантернами по краям. Рисунок фасада, выполненный Исааком Гоге в 1780 году, хранится в медиатеке Мишеля-Крепо (Ла-Рошель). Современный неороманский фасад был построен в 1831 году по проекту архитектора Прево.